# Partido Comunista das Terras Bascas
O Partido Comunista das Terras Bascas (em basco: Euskal Herrialdeetako Alderdi Komunista, EHAK; em espanhol: Partido Comunista de las Tierras Vascas, PCTV), é um partido político espanhol ilegalizado, cujo âmbito de atuação é o País Basco, de ideologia marxista-leninista, nacionalista basca e independentista. A formação foi ilegalizada pelo Tribunal Supremo em 18 de setembro de 2008, ao estimar sua vinculação com a organização terrorista ETA e a ilegalizada Batasuna.
Defendem a ditadura do proletariado e a autodeterminação do povo basco e sua independência como uma república socialista, segundo seus estatutos. Em suas primeiras campanhas eleitorais proliferavam as bandeiras da União Soviética.
Obteve representação parlamentária nas eleições ao Parlamento do País Basco de 17 de abril de 2005, prometendo assumir os princípios da lista ilegalizada Aukera Guztiak, pese às duras críticas do Partido Popular e outros setores que se relacionava com a banda terrorista Euskadi Ta Askatasuna (ETA) pela mesma razão.